# Alvesta
För andra betydelser, se Alvesta (olika betydelser).

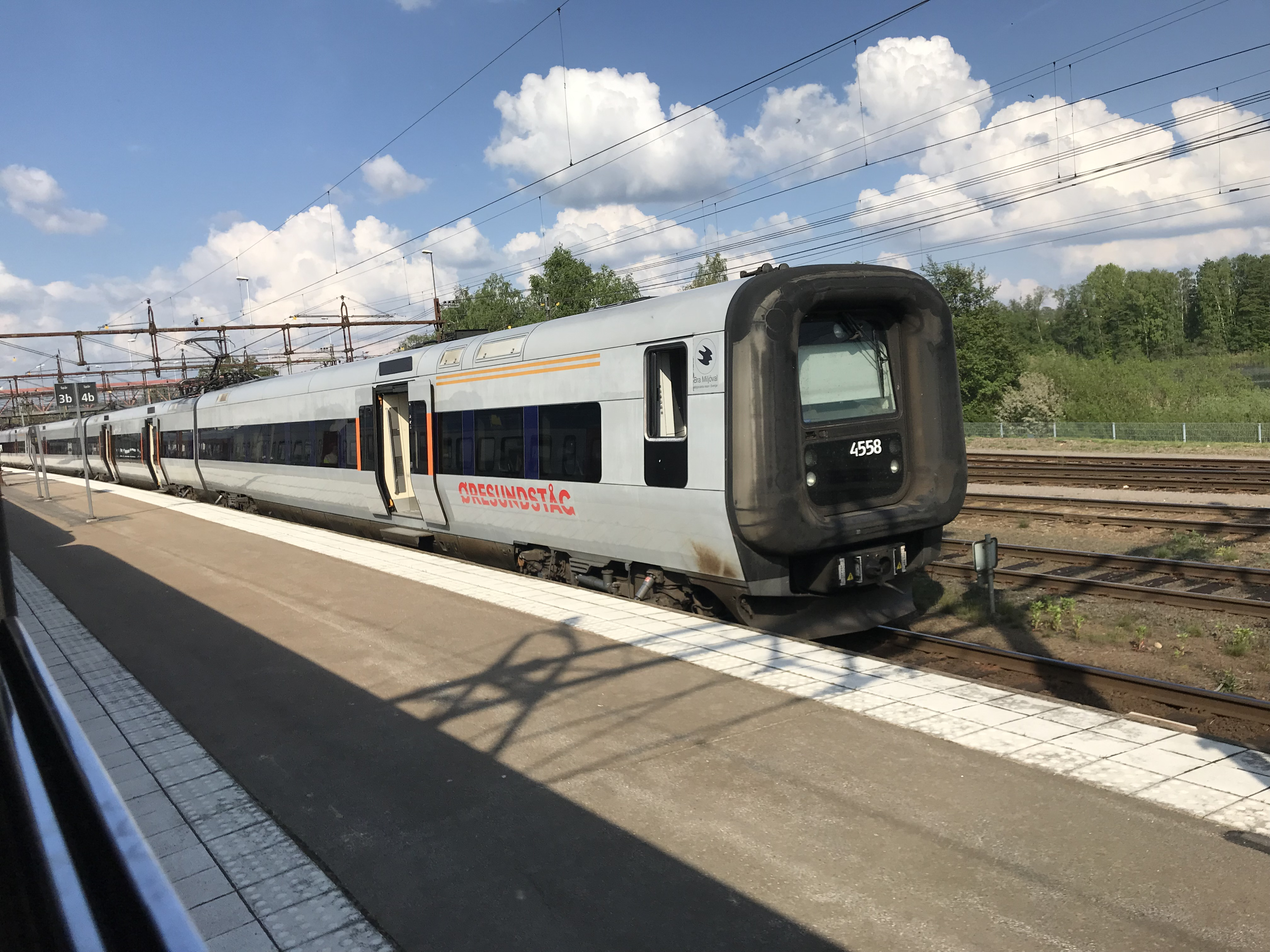
Öresundståg (X31) vid Alvesta station

Alvesta är en tätort i Småland och centralort i Alvesta kommun i Kronobergs län.
Alvesta är en järnvägsknut i södra Sverige, omkring 18 km väster om Växjö. Alvesta station ligger längs järnvägarna Södra stambanan (Stockholm-Malmö) och Kust till kust-banan (Göteborg-Kalmar/Karlskrona).

## Historia
Rikliga fornfynd vittnar om tidiga boplatser utmed de bördiga delarna av Lekarydsån och sjöarna Salen och Åsnen. 
Dagens tätort utgjordes av kyrkbyn Aringsås (grovt idag delarna öster om stambanan) och byn Alfvesta. I Alfvesta fanns en gästgiverigård med förbindelser med Växjö österut (1 7/8 mil), Lygnåsa (mot Ljungby) västerut (1 1/2 mil), Gottåsa och Nöbbele söderut samt Hössjö och Ör i norr.
Växjö–Alvesta Järnväg invigdes 1865, efter att södra stambanan stått klar 1864. Stationen uppfördes i byn Alvesta och medförde expansion för orten som därefter växte samman med Aringsås. Järnvägslinjerna från Alvesta utökades genom att banan förlängdes öster om Växjö till Kalmar och Karlskrona (båda sträckningarna 1874) samt västerut till Borås (1902). Efter att Statens järnvägar tog över alla delsträckningarna 1940-1941 ingår dessa linjer i Kust till kust-banan, en bana med genomgående trafik mellan Göteborg och Kalmar. Alvesta är en av de få järnvägsstationerna varifrån man kan åka till de tre största svenska städerna Malmö, Göteborg och Stockholm utan byten.
I samband med järnvägsutbyggnaderna utvecklades Alvesta till ett industriellt centrum för Kronobergs län under perioden 1860-1920. Som på många andra platser i Sverige i perioden 1860-1920 blev Alvesta en del av dubbelstadsfenomenet (i likhet med stadspar som Nybro-Kalmar, Hässleholm-Kristianstad, Karlstad-Kil), där det fanns en äldre stad dominerad av administrativt näringsliv (framförallt gällde detta residensstaden mot den nya järnvägsknutpunkten) och en ny samhällsbildning som ej var dominerad av den gamla staden men stod i kontakt med denna genom att vara en bytespunkt på järnvägsnätet och vara såpass nära att de i princip utgjorde samma lokala marknad. I Alvesta anlades slakteri, gjuterier och sågverk som kunde nyttja de nya förutsättningarna och möjligheten att nå marknader långt bortom den lokala genom järnvägen. Framförallt fanns det väldigt lite av etablerade intressen som kunde sätta sig emot nya etableringar, till skillnad från de etablerade städerna där intressen som det etablerade borgerskapet och militären kunde begränsa möjligheterna till att utveckla marken för nya ändamål. 

### Administrativa tillhörigheter
Aringsås, öster om dagens järnväg, var kyrkby i Aringsås socken och var centralort i Aringsås landskommun. Järnvägsstationen byggdes något väster om kyrkbyn vid byn Alfvesta. 15 april 1894 inrättades för järnvägsknuten Alvesta municipalsamhälle, vilket 1930 omfattade 48 hektar och hade 1 206 invånare.. 1945 ombildades landskommunen med det då upplösta municipalsamhället till Alvesta köping där de två nu sammanbyggda samhällena bildade en större ort med namnet Alvesta. Orten och köpingens centralort Alvesta omfattade ytmässigt bara en del av köpingskommunen. Alvesta köping ombildades och uppgick 1971 i Alvesta kommun där orten sedan dess är centralort.
De båda orterna hörde före 1945 till Aringsås församling, som i samband med sammanläggningen av orterna 1945 namnändrades till Alvesta församling.
Orten ingick före 1971 i Allbo tingslag som på 1940-talet namnändrades till Västra Värends tingslag. Sedan 1971 ingår orten i Växjö domsaga.

### Befolkningsutveckling
| Befolkningsutvecklingen i Alvesta 1900–2020   | Befolkningsutvecklingen i Alvesta 1900–2020 | Befolkningsutvecklingen i Alvesta 1900–2020 | Befolkningsutvecklingen i Alvesta 1900–2020 | Befolkningsutvecklingen i Alvesta 1900–2020 |
| --------------------------------------------- | ------------------------------------------- | ------------------------------------------- | ------------------------------------------- | ------------------------------------------- |
|                                               |                                             |                                             |                                             |                                             |
| År                                            |                                             |                                             | Folkmängd                                   | Areal (ha)                                  |
| 1900                                          | 1900                                        |                                             | 940                                         | †                                           |
| 1960                                          | 1960                                        |                                             | 5 572                                       |                                             |
| 1965                                          | 1965                                        |                                             | 6 505                                       |                                             |
| 1970                                          | 1970                                        |                                             | 7 544                                       |                                             |
| 1975                                          | 1975                                        |                                             | 7 261                                       |                                             |
| 1980                                          | 1980                                        |                                             | 7 361                                       |                                             |
| 1990                                          | 1990                                        |                                             | 7 870                                       | 603                                         |
| 1995                                          | 1995                                        |                                             | 8 029                                       | 608                                         |
| 2000                                          | 2000                                        |                                             | 7 743                                       | 608                                         |
| 2005                                          | 2005                                        |                                             | 7 647                                       | 608                                         |
| 2010                                          | 2010                                        |                                             | 8 017                                       | 610                                         |
| 2015                                          | 2015                                        |                                             | 8 627                                       | 637                                         |
| 2020                                          | 2020                                        |                                             | 9 255                                       | 649                                         |
| † Befolkning runt ett municipalsamhälle 1900. |                                             |                                             |                                             |                                             |

## Byggnader
Alvesta station uppfördes åren 1907-1909 och ersatte då ett äldre stationshus som låg strax nordöst om dagens byggnad. Stationsbyggnaden är uppförd i jugendstil och är ritad av Folke Zettervall. Alvesta station blev byggnadsminne 1986.
Ursprungligen fanns en gångbro i trä från stationshusets andra våning som förband plattformarna. Denna gångbro revs 1989 och ersattes då med en plankorsning. 2011-2012 byggdes stationen och stationsområdet om så att det återigen går en gångbro som förbinder stationen och stationsplattformarna; till skillnad från den tidigare gångbron går det numer att gå över till östra sidan av bangården. På östra sidan av bangårdsområdet byggdes samtidigt parkeringsplatser.

## Näringsliv

### Bankväsende

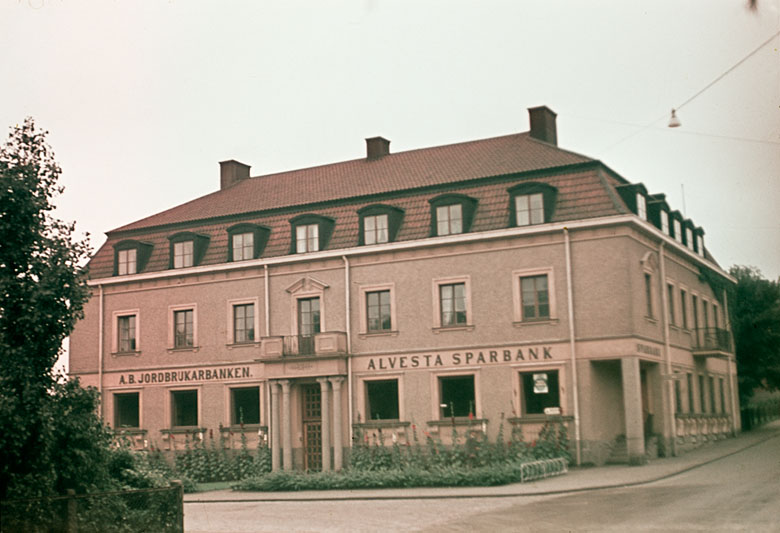
Gamla bankhuset på Storgatan 12.

Lekaryds pastorats sparbank grundades i Alvestad 1874 och bytte senare namn till Alvesta sparbank. Den uppgick 1969 i Sparbanken Kronoberg som senare blev en del av Swedbank.
År 1902 öppnade både Bankaktiebolaget Södra Sverige och Smålands enskilda bank kontor i Alvesta, dock drog Södra Sverige in sitt kontor i april 1906. Senare tillkom ett kontor för Svenska lantmännens bank som kom att uppgå i Jordbrukarbanken. Jordbrukarbanken blev senare Kreditbanken och PK-banken, som konkurrerade med Smålandsbanken tills de båda uppgick i Nordbanken under 1990-talet. Så småningom etablerade sig även Handelsbanken i Alvesta.
Den 12 augusti 2016 stängde Nordea sitt kontor i Alvesta, då beläget på Värendsgatan 10. Därefter fanns Handelsbanken och Swedbank kvar på orten.

## Idrott
- Fotboll: Alvesta GIF (AGIF), spelar för närvarande i division 4 elit på herrsidan och division 3 på damsidan.
- Ishockey: Alvesta SK (Alvesta skridskoklubb), spelar för närvarande i hockeyettan södra.
- Friidrott: Alvesta FI
- Simning: Alvesta SS
- Basket: Alvesta Tigers[18]